# Karibský pohár
Karibský pohár (anglicky Caribbean Cup) byl fotbalový mezinárodní pohár pořádaný mezi roky 1989 a 2017 Karibskou fotbalovou unií (CFU, Caribbean Football Union). Poháru se účastnily reprezentace všech nezávislých států v Karibiku a většiny závislých území v regionu. Karibský pohár hrály i reprezentační týmy Surinamu, Guyany a Francouzské Guyany, které leží na jihoamerickém kontinentu a reprezentační tým Bermud, které geograficky náležejí k Severní Americe. Nejúspěšnější týmy jsou reprezentace Jamajky a Trinidadu a Tobaga.
Karibský pohár zároveň sloužil jako kvalifikace na turnaj Zlatý pohár CONCACAF. Na něj postupovaly 4 nejlepší týmy z Karibského poháru. V roce 2017 se hrál poslední ročník soutěže, následně byla nahrazena Ligou národů CONCACAF. 

## Výsledky
| Pořadí her | Rok  | 1. místo          | 2. místo                  | 3. místo           | 4. místo              |
| ---------- | ---- | ----------------- | ------------------------- | ------------------ | --------------------- |
| 1.         | 1989 | Trinidad a Tobago | Grenada                   | Guadeloupe         | Nizozemské Antily     |
|            | 1990 | nekonalo se       | nekonalo se               | nekonalo se        | nekonalo se           |
| 2.         | 1991 | Jamajka           | Trinidad a Tobago         | Svatá Lucie        | Guyana                |
| 3.         | 1992 | Trinidad a Tobago | Jamajka                   | Martinik           | Kuba                  |
| 4.         | 1993 | Martinik          | Jamajka                   | Trinidad a Tobago  | Svatý Kryštof a Nevis |
| 5.         | 1994 | Trinidad a Tobago | Martinik                  | Guadeloupe         | Surinam               |
| 6.         | 1995 | Trinidad a Tobago | Svatý Vincenc a Grenadiny | Kuba               | Kajmanské ostrovy     |
| 7.         | 1996 | Trinidad a Tobago | Kuba                      | Martinik           | Surinam               |
| 8.         | 1997 | Trinidad a Tobago | Svatý Kryštof a Nevis     | Jamajka            | Grenada               |
| 9.         | 1998 | Jamajka           | Trinidad a Tobago         | Haiti              | Antigua a Barbuda     |
| 10.        | 1999 | Trinidad a Tobago | Kuba                      | Haiti              | Jamajka               |
|            | 2000 | nekonalo se       | nekonalo se               | nekonalo se        | nekonalo se           |
| 11.        | 2001 | Trinidad a Tobago | Haiti                     | Martinik           | Kuba                  |
|            | 2002 | nekonalo se       | nekonalo se               | nekonalo se        | nekonalo se           |
|            | 2003 | nekonalo se       | nekonalo se               | nekonalo se        | nekonalo se           |
|            | 2004 | nekonalo se       | nekonalo se               | nekonalo se        | nekonalo se           |
| 12.        | 2005 | Jamajka           | Kuba                      | Trinidad a Tobago  | Barbados              |
|            | 2006 | nekonalo se       | nekonalo se               | nekonalo se        | nekonalo se           |
| 13.        | 2007 | Haiti             | Trinidad a Tobago         | Kuba               | Guadeloupe            |
| 14.        | 2008 | Jamajka           | Grenada                   | Guadeloupe         | Kuba                  |
|            | 2009 | nekonalo se       | nekonalo se               | nekonalo se        | nekonalo se           |
| 15.        | 2010 | Jamajka           | Guadeloupe                | Kuba               | Grenada               |
|            | 2011 | nekonalo se       | nekonalo se               | nekonalo se        | nekonalo se           |
| 16.        | 2012 | Kuba              | Trinidad a Tobago         | Haiti              | Martinik              |
|            | 2013 | nekonalo se       | nekonalo se               | nekonalo se        | nekonalo se           |
| 17.        | 2014 | Jamajka           | Trinidad a Tobago         | Haiti              | Kuba                  |
|            | 2015 | nekonalo se       | nekonalo se               | nekonalo se        | nekonalo se           |
|            | 2016 | nekonalo se       | nekonalo se               | nekonalo se        | nekonalo se           |
| 18.        | 2017 | Curaçao           | Jamajka                   | Francouzská Guyana | Martinik              |

## Nejúspěšnější týmy
| Tým                       | Zlatá medaile                                       | Stříbrná medaile                  | Bronzová medaile            |
| ------------------------- | --------------------------------------------------- | --------------------------------- | --------------------------- |
| Trinidad a Tobago         | 8× (1989, 1992, 1994, 1995, 1996, 1997, 1999, 2001) | 5× (1991, 1998, 2007, 2012, 2014) | 2× (1993, 2005)             |
| Jamajka                   | 6× (1991, 1998, 2005, 2008, 2010, 2014)             | 3× (1992, 1993, 2017)             | 1× (1997)                   |
| Martinik                  | 1× (1993)                                           | 1× (1994)                         | 3× (1992, 1996, 2001)       |
| Haiti                     | 1× (2007)                                           | 1× (2001)                         | 4× (1998, 1999, 2012, 2014) |
| Kuba                      | 1× (2012)                                           | 3× (1996, 1999, 2005)             | 3× (1995, 2007, 2010)       |
| Curaçao                   | 1× (2017)                                           |                                   |                             |
| Grenada                   |                                                     | 2× (1989, 2008)                   |                             |
| Svatý Vincenc a Grenadiny |                                                     | 1× (1995)                         |                             |
| Svatý Kryštof a Nevis     |                                                     | 1× (1997)                         |                             |
| Guadeloupe                |                                                     | 1× (2010)                         | 3× (1989, 1994, 2008)       |
| Svatá Lucie               |                                                     |                                   | 1× (1991)                   |
| Francouzská Guyana        |                                                     |                                   | 1× (2017)                   |